# Uniform m/1910
Uniform m/1910, ibland kallad Uniform m/1906-1910 på grund av de stora likheterna med m/1906, var ett tidigare uniformssystem inom armén. Uniformen var en enhetsuniform vilket innebär att den var gemensam för hela armén. 1906 bestämdes, att för hela armén en ny fältuniform av grå färg skulle anskaffas. En sådan uniform fastställdes 1910, efter vidtagna smärre förändringar, under benämningen uniform m/10.

## Användning
Denna uniform var Arméns andra enhetsuniform och den första som fick större genomslag. Eftersom uniformerna framtagna innan enhetsuniformerna, modell äldre, fick användas till dess de var uttjänta kom m/10 inte att användas av hela Armén vid någon tidpunkt, dessutom kombinerades ofta persedlarna med sådana från m/ä. Uniformen ersattes formellt av uniform m/1923 men eftersom även m/10 av ekonomiska skäl fick behållas till uttjänt användes den ända fram till andra världskrigets inledning då den slutgiltigt ersattes av uniform m/1939.
Uniform m/1910 var även Landstormens första riktiga uniform då man tidigare endast hade haft Landstormsarmbindeln och Landstormshatten gemensam. Huvudsakligen skedde detta i takt med att arméförbanden utrustades med m/1923 och gamla m/1910 då lösgjordes från reguljära förband.

## Persedlar

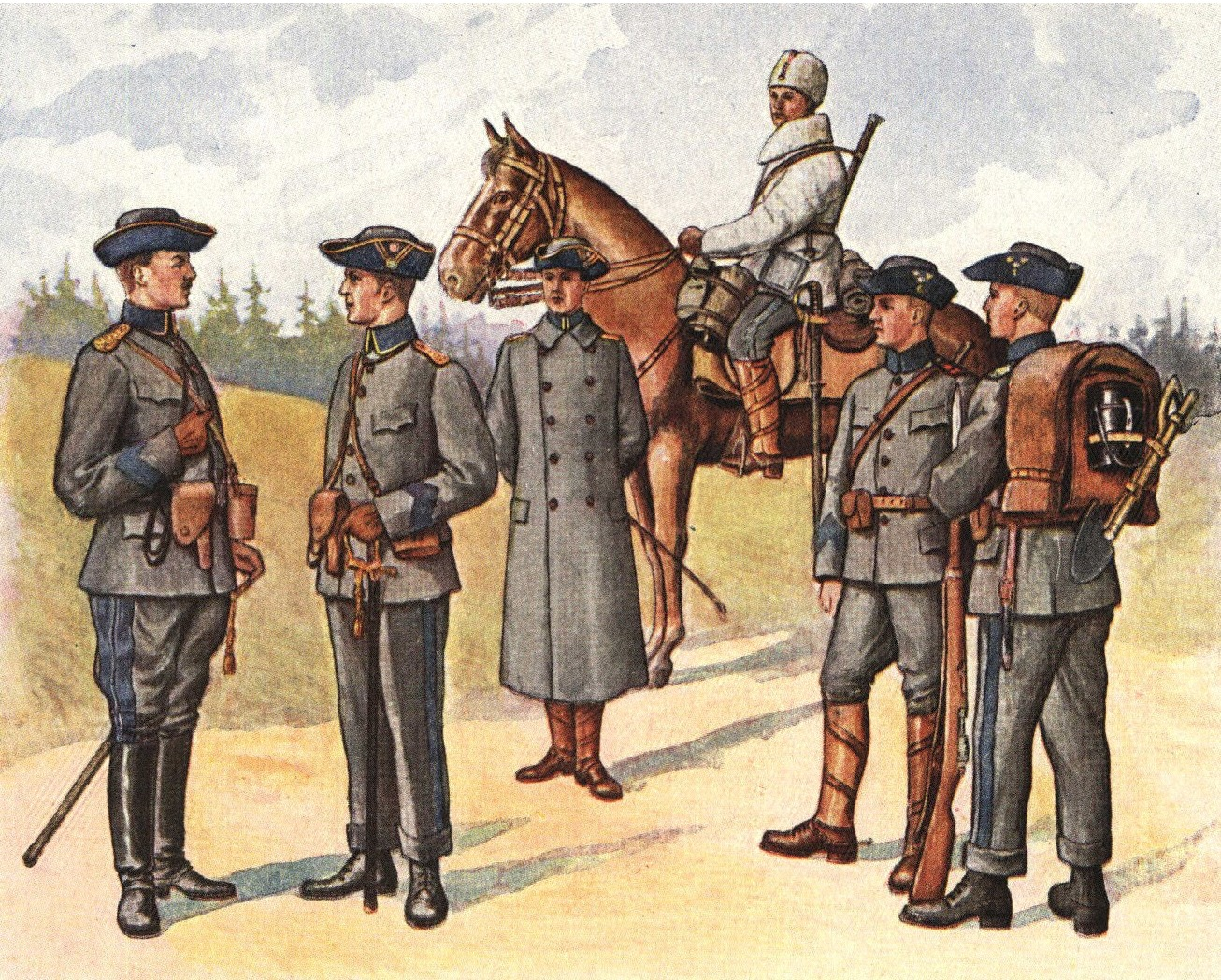
Enhetsuniform m/1910 för Svenska Armén:
Från vänster, 1:Generalstaben, fältdräkt 2:Löjtnant vid Infanteriet, fältdräkt 3:Major vid Infanteriet, daglig dräkt 4:Menig kavallerist, förstärkt vinterutrustning 5: Menig artillerist, fältdräkt 6: Menig infanterist, fältdräkt

Här nedan följer en lista över uniformspersedlarna till m/1910.

### Armén
- Axelklaffar m/1910
- Axeltränsar m/1910
- Filtsockar
- Fotlappar
- Halsskydd av Bomull
- Hatt m/1910
- Kalsonger
- Kappa m/1910/Kappa m/1906-1910
- Livpäls m/1913/Livpäls m/1905-1910
- Långbyxor m/1910/Ridbyxor m/1910
- Lägerrock m/1913/Lägerrock m/1870
- Pälsmössa m/1909/Pälsmössa m/1885/Pälsmössa m/1885-1904
- Skjortor
- Skor
- Spännsporrar
- Stövlar
- Sporrar med remmar (för beriden personal)
- Korta Ullstrumpor, vintertid även strumpskaft
- Vantar
- Vapenrock m/1910
- Ylletröja
- Ytterhandskar till vantar

### Landstormen
- Landstormshatt m/1907
- Vapenrock m/1910
- Byxor m/1910
- Landstormsarmbindel m/1911
- Kappa m/1910
- Livpäls m/1905
- Pälsmössa m/1909

### Senare tillkomna persedlar och försökspersedlar
- Hjälm fm/1916
- Lägerrock m/1920
- Hjälm m/1921
- Landstormsmössa m/1926
- Landstormsmärke m/1926